# 코부이치
코부이치(こぶいち, 8월 23일 ~ )는 일본의 여성 일러스트레이터(원화가), 삽화가이다.
오사카의 어딘가에서 살고 있으며, 2013년까지는 무리린과 같이 코믹마켓 등의 동인 활동을 하기도 했다.
유즈 소프트에서 창업 당시부터 해서 무리린과 함께 활동하고 있다.

## 성인용 게임
- 에그제 (유즈 소프트) - 무리린이랑 공동 작업
- 천신란만 (유즈 소프트) - 무리린이랑 공동 작업
- 노블 워크스 (유즈 소프트) - 무리린이랑 공동 작업
- 드라큐 리오트 (유즈 소프트) - 무리린이랑 공동작업
- 하늘색 아일노츠 (유즈 소프트) - 무리린이랑 공동작업
- 사노바 위치 (유즈 소프트) - 무리린이랑 공동작업

## 라이트노벨 삽화
- 이것은 좀비입니까?
- 비탄의 아리아

## 같이 보기
- 유즈 소프트
- 무리린

## 트위터
- 트위터 링크